# Hermann Reutter
Hermann Reutter   (Stuttgart, 17 de juny de 1900 - Heidenheim an der Brenz, 1 de gener de 1985) va ser un compositor i pianista alemany.

## Biografia
Reutter, era fill d'un fabricant, va créixer en una família de músics: la seva mare, que també tocava el piano, actuava com a soprano, acompanyada del seu pare, que també era pianista. Després de traslladar-se a Múnic el 1920, va continuar les lliçons de cant que havia començat amb Emma Rückbeil-Hiller a Stuttgart amb Karl Erler. Fins al 1925 va estudiar a l'Acadèmia Estatal de Música de Múnic amb Walter Courvoisier (composició), amb Franz Dorfmüller (piano) i amb Ludwig Mayer (orgue). Era conegut com a concertista i acompanyant des de 1923.
A la dècada de 1920 va ser representat com a compositor als festivals de música contemporània de Donaueschingen i Baden-Baden (1923, 1926, 1927 i 1928), on també va establir estrets contactes amb Paul Hindemith. Des de 1929 va treballar principalment com a pianista i acompanyant i va actuar amb molts directors i intèrprets importants de la seva època. Va fer set gires per Amèrica amb Sigrid Onegin entre 1930 i 1936.
El 1932 Reutter es va convertir en professor de composició a la Universitat de Música de Württemberg a Stuttgart i va ser director del Conservatori Hoch de 1936 a 1945 (1938 a 1942 "Universitat Estatal de Música de Frankfurt del Main - Conservatori Dr. Hoch"). Tot i que era membre del NSDAP des de l'1 de maig de 1933 (número de membre 3.321.546), la seva música es considerava “degenerada” -en particular la seva composició basada en el text de Robert Seitz The New Job, op. 37, que també ho era, i es va denunciar a l'exposició de Düsseldorf “Música degenerada”. I Goebbels va escriure sobre la música de Reutter al seu diari: "horrible i insuportable". No obstant això, la seva òpera Odisseu es va estrenar a l'Òpera de Frankfurt el 7 de setembre de 1942, i també es van tocar altres obres seves.
Des de 1945, Reutter va tornar a ser professor de composició i disseny de cançons a la Universitat de Música de Stuttgart, i el 1956 es va convertir en el seu director. Durant aquest temps, Reutter va acompanyar cantants tan coneguts com Karl Erb, Hans Hotter, Elisabeth Schwarzkopf, Dietrich Fischer-Dieskau i Nicolai Gedda. Després de la seva jubilació, va dirigir una classe magistral d'interpretació de cançons a la Universitat de Música de Munic de 1966 a 1974. Reutter va realitzar classes magistrals i seminaris internacionals sobre composició i interpretació de cançons des de 1960. El 1968 va fundar la "Hugo Wolf Society Stuttgart" amb Carl Orff a Stuttgart i en va ser president fins a la seva mort. Hermann Reutter, que va morir a Heidenheim an der Brenz, va ser enterrat a Stuttgart.
Les seves composicions van ser influenciades inicialment per Hans Pfitzner i Anton Bruckner, més tard per Paul Hindemith, Igor Stravinski, Béla Bartók i Arthur Honegger; després de 1945 es va allunyar de la música contemporània. Reutter va compondre òperes, concerts per a piano i cordes, obres corals i de música de cambra, ballets, obres simfòniques i més de 200 cançons. El 1949, el president federal Theodor Heuss va encarregar a Reutter que escrivís la melodia d'un text de Rudolf Alexander Schröder; S'havia de crear un nou himne nacional sota el títol d'Himne a Alemanya. No obstant això, el canceller Konrad Adenauer va fer declarar vinculant el tercer vers del Deutschlandlied. L'òpera més exitosa de Reutter va ser Doctor Johannes Faust, que es va estrenar el 26 de maig de 1936 a Frankfurt del Main. Les seves variacions de concert per a piano i orquestra van ser estrenadas l'any 1952 per l'Orquestra Simfònica de la Ràdio de Stuttgart amb la pianista Branka Musulin com a solista sota la direcció de Georg Solti.
En col·laboració intensa amb el guitarrista İhsan Turnagöl, en els darrers anys de la vida de Reutter es van crear algunes composicions originals per a guitarra, així com una important sèrie de transcripcions de les obres de Reutter per a guitarra solista, que van ser publicades per Schott-Verlag i algunes de les quals també van ser editat en disc i CD per Wergo.

## Premis
- 1937: nomenat membre de ple dret de l'Acadèmia de les Arts de Prússia
- 1943: Premi de compositor suau de la ciutat de Stuttgart
- 1953: Premi Ludwig Spohr de la ciutat de Braunschweig
- 1955: Membre de l'Acadèmia de les Arts de Berlín
- 1955: Membre de l'Acadèmia de Belles Arts de Baviera
- 1959: Orde al Mèrit de la República Federal Alemanya
- 1975: Gran Creu Federal del Mèrit amb estrella
- 1976: Doctor honoris causa per l'Institut de Música i Arts de San Francisco
- 1980: Medalla d'aniversari de l'estat de Baden-Württemberg
- 1984: Medalla Ciutadana de la Ciutat de Stuttgart
- Medalla Hugo Wolf de la International Hugo Wolf Society